# 小行星207
小行星207（207 Hedda）是一颗围绕太阳公转的小行星。1879年10月17日，約翰·帕利薩在普拉描述了此天体。位于火星和木星之間的小行星帶。其體積頗大，並被歸為C型小行星，説明它的成分原始，顔色很深。
該小行星以德國天文學家弗里德里希·奧古斯特·特奧多爾·溫尼克的妻子海德薇（Hedwig）命名。
这颗小行星的绝对星等为9.92等。

## 相关條目
- 小行星列表/10001-11000

## 外部連結
- Asteroid Lightcurve Database (LCDB) （页面存档备份，存于）, query form (info （页面存档备份，存于）)
- Dictionary of Minor Planet Names, Google books
- Discovery Circumstances: Numbered Minor Planets (10001)-(15000) （页面存档备份，存于） – Minor Planet Center
- 小行星207 at AstDyS-2, Asteroids—Dynamic Site
  - Ephemeris · Observation prediction · Orbital info · Proper elements · Observational info
- NASA JPL小天體瀏覽器上的小行星207

| 前一小行星： 小行星206 | 小行星列表 | 後一小行星： 小行星208 |